# Altaarstraat
De Altaarstraat is een belangrijke doorgaande weg gelegen in Schinnen in de gemeente Beekdaelen. De straat maakt samen met de Hommerterweg, Dorpsstraat, Holleweg, Kerkweg, Geleenstraat en Keldenaer deel uit van de provinciale weg N582 op het grondgebied van de gemeente Beekdaelen.

## Uniek
Het unieke van de Altaarstraat is dat er in heel Nederland maar twee straten bestaan met deze naam, en nog unieker is dat beide straten zijn gelegen in dezelfde gemeente.

Zowel in het kerkdorp Schinnen als in Oirsbeek ligt namelijk een straat die Altaarstraat heet. Ondanks de gewoonte dat als er in een en dezelfde gemeente twee straten liggen met dezelfde naam, een van de straten een nieuwe naam krijgt om verwarring te voorkomen, is dit in Schinnen of in Oirsbeek sinds de gemeentelijke herindeling van 1982 nooit gebeurd.

## Historie
In vroeger jaren was er van een geasfalteerde weg nog geen sprake. De straat heette dan toen ook Velterweg = Veldweg (in Schinnens dialect: Veltjerwaeg).
Pas nadat aan de Velterweg het eerste woningcomplex van de Wooningvereeniging Schinnen was opgeleverd, en de Staatsmijnen een begin maakten met proefboring voor de eventuele aanleg van de derde Staatsmijn, de Hendrik, werd de straat geasfalteerd en verbreed. Schinnen zou in een klap worden 'opgewaardeerd' van een boerendorp naar een mijnwerkersgemeente. Uiteindelijk kwam de Hendrik niet naar Schinnen, maar werd aangelegd in Rumpen bij Brunssum, waarbij laatstgenoemde gemeente uitgroeide tot een dorp met stadsallures.

## Tegenwoordig
Tegenwoordig maakt de Altaarstraat deel uit van de Provinciale weg N582. Onlangs heeft de provincie de gehele N582 voorzien van een nieuwe asfaltlaag, en werden er gesprekken gestart met de voormalige gemeente Schinnen om de weg weer over te hevelen van de provincie naar de gemeente. Hetzelfde proces heeft zich in omgekeerde volgorde in de tweede helft van de jaren 70 voorgedaan toen de gemeente het gehele traject van de huidige N582 binnen de gemeente Schinnen verkocht aan Rijkswaterstaat. De voormalige gemeente Amstenrade deed dit met het deel dat Hommerterweg heet, maar wat destijds behoorde tot de gemeente Amstenrade. Na de gemeentelijke herindeling van 1982 werd Amstenrade bij de gemeente Schinnen gevoegd.